# Лісне (Зноб-Новгородська селищна громада)
Лі́сне (до 1923 — Протопопівка) — село в Україні, у Зноб-Новгородській селищній громаді Шосткинського району Сумської області. Населення становить 186 осіб.
Після ліквідації Середино-Будського району 19 липня 2020 року село увійшло до Шосткинського району.

## Географія
Село Лісне лежить на лівому березі річки Знобівка, вище за течією на відстані 1,5 км розташоване село Голубівка, нижче за течією на відстані 6 км розташоване село Люте. Річка в цьому місці звивиста, утворює лимани, стариці й заболочені озера.

## Назва
До 1923 року село мало назву Протопопівка, і отримала назву від чину засновника, протопопа Афанасія Заруцького.

## Символіка
На гербі на зеленому тлі зображені єпитрахиль та нарукавники, що символізють протопопа і вказують на історичну назву села (герб є промовистим). Зелений колір в свою чернгу вказує на поточну назву.

## Історія
За твердженням А. М. Лазаревського, Протопопівку «поселив наприкінці XVII століття, протопоп Афанасій Заруцький». Афанасій Олексійович Заруцький був новгород-сіверським протопопом з 9 липня 1692 по день своєї смерті, яка настала на початку 20-их років XVIII століття. Він народився наприкінці 1660-их років у місті Глухові, у сім'ї Олексія Богдановича Заруцького, глухівського отамана і новгород-сіверського протопопа. Після закінчення Києво-Могилянського колегіуму або польської школи Афанасій Олексійович якийсь час проживав у Глухові та в 1687–1688 рр. написав «Книжицу на похвалу превысокого имени пресветлейших и державнейших великих государей и великой государыни благоверной царевны, их царского пресветлого величества, и на расширение славы всего их монаршего Российского царствия». Проте вона так і не була видана.
Розчарувавшись у літературній діяльності, А.ф. Заруцький одружився з Парасковією Костянтинівною Пригарою (? — 1734), дочкою багатого новгород-сіверського міщанина Костянтина Халімоновича Пригара, отримав за неї в придане «землі Знобівські, між річками Свига, Знобівка і Люткою лежачі», «заселив їх і зробився найзначнішим багачем», а 9 липня 1692 був призначений новгород-сіверським протопопом. Працюючи на вказаній посаді, він досяг успіху в проповідницькій діяльності та 12 листопада 1708 р. виступив у глухівській соборній церкві з викривальною проповіддю проти Івана Мазепи, у якій «красномовно зобразив його зрадницькі справи і виправдав накладене на нього церковне прокляття». Петру І сподобалася проповідь Заруцького, і 13 листопада 1708 він видав йому підтверджувальну грамоту на низку володінь у Новгород-Сіверському та Глухівському повітах Чернігівської губернії, у тому числі й на слобідку Протопопівка, яку Афанасій Заруцький поселив за кілька років до зазначеного часу на місці однієї з буд, що належали його тестю Костянтину Пригарі.
Точний час заснування Протопопівки невідомий. Однак якщо виходити з того, що вона була названа по чину засновника, а чин новгород-сіверського протопопа Афанасій Заруцький отримав 9 липня 1692 р., то можна припустити, що Протопопівка була поселена після зазначеної дати і до 1700 року.
7 січня 1709 своїм універсалом гетьман Скоропадський закріпив Протопопівку за Афанасієм Заруцьким, а 24 лютого 1710 р. цей статус підтвердила царська грамота. Після смерті А. О. Заруцького, Протопопівка в 1723 році відійшла до його сина Андрія Заруцького, священика соборної Успенської Новгород-Сіверської церкви, який по ревізії 1723 володів у ній 7 дворами і 14 хатами.
12 лютого 1733 Андрій Заруцький помер. Після його смерті Протопопівку успадкували дві його доньки: Ганна Андріївна Заруцька, яка була у шлюбі з Гнатом Опанасовичем Томилівським, священиком Новгород-Сіверської соборної церкви, і Парасковія Андріївна Заруцька, яка перебувала в шлюбі з новомістським сотником Андрієм Тимофійовичем Сілевичем.
Своєю частиною Протопопівки після вступу в шлюб Ганна Заруцька поступилася своєму чоловікові Томілевському, а після його смерті вона перейшла у спадок до їх сина Якова Гнатовича Томілевського. Частку Парасковії Заруцької успадкувала її дочка Ганна, яка 21 серпня 1762 поступилася нею своєму чоловікові, бунчуковому товаришу, Федору Григоровичу Пселу, синові Орлянського сотника Полтавського полку.
На момент проведення Румянцевим опису Малоросії 1765–1768 рр. Ф. Г. Псел володів у Протопопівці 12 бездвірними хатами, Томілевські — 12 бездвірними хатами. Тоді в селі проживало 40 обивателів зі своїми сім'ями, які через нестачу орної землі землеробством займалися мало, а мали «свій оклад і прибуток від заробітків на винокурнях у власників своїх і відкупників».
Після смерті Ф. Г. Псела, яка настала до 1799 року, його володіння в Протопопівці дісталися його синові штабс-капітану Степану Федоровичу Пселу (1780 — після 1833), а від нього перейшли до його дружини Олександри Іванівні Халанської й синам Степану Степановичу Пселу та Івану Степановичу Пселу.
Що стосується володінь Якова Гнатовича Томілевського, то після його смерті, яка настала до 1782 року, вони залишилися у володінні його дружини Анастасії Іванівни Скорупи (1757 — ?), а від неї перейшли до її сина капітана Олексія Яковича Томілевського (бл. 1771 — ?), який служив Рязанським губернським прокурором і обер-секретарем правлячого сенату. Після смерті Олексія Яковича його Протопопівські володіння успадкував його син, предводитель дворянства Новгород-Сіверського повіту Олександр Олексійович Томілевський (1816–1855), а від нього вони перейшли до його дружини Олександри Миколаївни Томілевської і їх дітей.
За даними на 1859 рік у власницькому селі Новгород-Сіверського повіту Чернігівської губернії мешкало 262 особи (128 чоловічої статі та 144 — жіночої), налічувалось 32 дворових господарств, існували православна церква й два винокурних заводи, один з яких належав Олександрі Іванівні Псел, а інший — Олександрі Миколаївні Томілевській.
Станом на 1886 у колишньому власницькому селі, центрі Протопопівської волості, мешкало 440 осіб налічувалось 146 дворових господарств, існували православна церква, 3 постоялих будинки, 6 лавок, 2 вітряних млини, крупорушка, відбувався щорічний ярмарок.
За даними на 1893 рік у поселенні мешкало 564 особи (267 чоловічої статі та 293 — жіночої), налічувалось 93 дворових господарства.
Після смерті А. І. Псела, його володіння в Протопопівці успадкували її сини — вчений агроном і суддя Новгород-Сіверського повіту Степан Степанович Псел (1833 — 22.07.1891), і колезький секретар Іван Степанович Псел (1822 — 28.06.1882), а після їх смерті діти Степана Псела — земський начальник Новгород-Сіверського повіту Микола Степанович Псел і предводитель дворянства Новгород-Сіверського повіту Василь Степанович Псел.
За переписом 1897 року кількість мешканців зросла до 701 особи (340 чоловічої статі та 361 — жіночої), з яких 675 — православної віри.
Що стосується володінь Олександри Миколаївни Томілевської, то після її смерті вони, найімовірніше, дісталися її синові Анатолію Олександровичу Томілевському, який в 1900 році володів у Протопопівці та інших населених пунктах Новгород-Сіверського повіту 341 десятиною землі. Тоді в Протопопівці працювали 1 заїжджий двір, 1 лавка, цегельний завод і лікарня, яка знаходилася поруч з церквою.
У 1905 році в селі відбувалися селянські виступи проти поміщика Псела. Вони були незначні і не супроводжувалися насильством. Незважаючи на це, Псел покинув свій маєток і поїхав у невідомому напрямку.
З незапам'ятних часів у Протопопівці функціонувала дерев'яна церква Покрова Пресвятої Богородиці, яка була зведена ще протопопом Афанасієм Олексійовичем Заруцький. У церкві зберігався портрет засновника Протопопівки Афанасія Заруцького, на якому він був зображений в повний зріст, у рясі і з хрестом у руці, а також велика срібна кружка, подарована йому Петром І.
У 1937–1939 рр. церква була закрита і переобладнана під тракторний стан, а в роки Німецько-радянської війни зруйнована.
У 1887 році (за іншими даними — в 1888 році) в Протопопівці була відкрита земська школ, у якій на 1901 р. навчалося 30 хлопчиків і 12 дівчаток. Школа знаходилася в громадському будинку і утримувалася за рахунок коштів земства і сільського товариства. Відсоток грамотності серед Протопопівське жителів був одним з найвищих у волості і на початку 1897 становив 31,2%.
Після приходу до влади більшовиків місцеві жителі відібрали у Протопопівських поміщиків їхнє майно, розгромили їхню гуральню, на якій зберігалося 17 тисяч відер спирту і поділили між собою 7000 десятин їхньої землі.
В кінці серпня — на початку вересня 1942 року нацистські окупанти спалили 198 дворів села Лісне, загинуло 62 жителі.
12 червня 2020 року, відповідно до розпорядження Кабінету Міністрів України № 723-р «Про визначення адміністративних центрів та затвердження територій територіальних громад Сумської області», село увійшло до складу Зноб-Новгородської селищної громади.
19 липня 2020 року, в результаті адміністративно-територіальної реформи та ліквідації Середино-Будського району, село увійшло до складу новоутвореного Шосткинського району.

## Відомі люди
- В селі народився Рогачевський Георгій Олексійович — Герой Радянського Союзу.
- В селі народився Псел Василь Федорович (1770 — до 1839) — письменник і перекладач.